# Drive Slow
Drive Slow è un singolo musicale del rapper statunitense Kanye West, quinto ed ultimo estratto dall'album Late Registration del 2005.

## Descrizione
La canzone Drive Slow utilizza un campionamento di Wildflower di Hank Crawford. Nel brano compaiono come ospiti Paul Wall e GLC.
Il video musicale del brano è stato diretto da Hype Williams.

## Tracce
Lato A
1. Drive Slow (Clean)
2. Drive Slow (Dirty)
3. Drive Slow (Instrumental)

Lato B
1. We Major (Clean)
2. We Major (Dirty)
3. We Major (Instrumental)